# District de Zhongshan (Taipei)

Localisation du district de Zhongshan

Le district de Zhongshan (chinois traditionnel : 中山區; ; pinyin : Zhōngshān Qū ; Wade : Chung-shan Chü) est l'un des douze districts de Taipei.

## Géographie
- Superficie : 13,6821 km²
- Population : 218 397 habitants